# Saab 9-3
Saab 9-3 byl automobil střední třídy, který byl v letech 1998 až 2014 vyráběný švédskou automobilkou Saab. První generace byla postavena na platformě GM2900 a druhá generace na platformě GM Epsilon. Poté, co byla v květnu 2014 přerušena výroba, zůstalo na výrobní lince 100 nedokončených automobilů, které byly dokončeny až v únoru 2015.

## Přehled
V roce 1998 byl model označován jako 9³, ale později byl přejmenován do podoby 9-3 (v překladu jako "devět-tři"). Saab 9-3 byl uveden v roce 1997 jako přeznačení 2. generace Saabu 900.

## První generace (1998–2002/2003)
První generace je nadšencům automobilky Saab známá jako OG 9-3 (old generation). Tato generace se vyráběla do roku 2002, přičemž v roce 2003 se vyráběla už jen verze kabriolet. Automobilka Saab potvrdila, že oproti modelu 900 udělala 1100 změn, včetně upraveného pružení, hlavně kvůli zlepšení jízdních vlastností. Saab 9-3 této generace byl vyráběn v karosářských variantách tří- a pětidveřový hatchback a také jako dvoudveřový kabriolet. Byl také posledním malým automobilem, který poháněl motor Saab H. Mezi další zlepšení oproti modelu 900 patřily zlepšená odolnost vůči nárazům díky zesíleným A-sloupkem, silnější konstrukci dveří, standardnímu vybavení trupové a bočními hlavovými airbagy či systémem Saab Active Head Restraints proti zraněním krční páteře při nárazech.
První generace Saabu 9-3 byla dostupná s novou variantou motoru B204 (115 kW/156 koní), který je nízkotlakou verzí motoru B204L, co se týče přeplňování. Pro americký trh byly v nabídce motory s normálním přeplňovacím tlakem (B204L; 138 kW/188 koní) a verze "HOT" (147 kW/200 koní) pro modely SE v modelovém roce 1999. V modelovém roce 2000 se Saab 9-3 dočkal renovace managementu motoru z původního Trionic T5.5 na Trionic 7.
Celkově se vyrobilo 326 370 automobilů Saab 9-3 první generace.

### Saab 9-3 Viggen
Vysokovýkonná verze Saabu 9-3 s názvem "Viggen" (v překladu blesk) nese název po bojovém letadle Saab 37 Viggen. Výroba této verze skončila v roce 2002.
Verze Viggen se vyráběla s přeplňovaným motorem o objemu 2,3 litru (B235R), který poskytoval výkon 168 kW/228 koní, později byl jeho výkon zvýšen na 172 kW/233 koní při plnicím tlaku 1 bar jeho turbodmychadla Mitsubishi TD04- HL15-5. Mezi další úpravy patřily zvětšený mezichladič, upravená řídicí jednotka motoru, lepší spojka s přítlačným talířem, tvrdší a kratší pružiny podvozku spolu s tvrdšími tlumiči a pevnější homokinetické klouby spolu s hnacím hřídelem.
V roce 2001 dostala verze Viggen systém regulace prokluzu (TCS). Verze Viggen měla oproti běžným modelům speciální zadní křídlo, kvůli kterému však musela být přemístěna anténa dále aerodynamičtější nárazníky a boční prahy dveří, zesílené a zbarvené kožená sedadla (dostupná ve čtyřech barvách: černé s černými částmi (charcoal), černé s modrými částmi ( deep blue), černé s oranžovými částmi (flame ochre) a žlutohnědé se žlutohnědá částmi), sportovní odpružení, větší rozměr kol a upravené brzdy.
Verze Viggen se vyráběly pouze s 5-rychlostními manuálními převodovkami, CD přehávačem, elektrickým střešním oknem a speciálními elektricky ovládanými a vyhřívanými koženými sedadly s trojúhelníkovým logem Viggen vygravírovaným na opěradle; ty byly později dostupné ve verzi Aero, avšak bez reliéfního loga Viggen. V polovině modelového roku 2001 byly některé barevná schémata interiéru nabízeny i s obklady přístrojové desky z uhlíkových vláken.
Někteří motorističtí žurnalisté kritizovali těžko zvladatelné tažení řízení při akceleraci při nízkých převodových stupních.

#### Počet vyrobených verzí
| Počet vyrobených verzí Viggen | Počet vyrobených verzí Viggen | Počet vyrobených verzí Viggen | Počet vyrobených verzí Viggen | Počet vyrobených verzí Viggen | Počet vyrobených verzí Viggen |
| Vyrobené modely               | Vyrobené modely               | Importované modely do USA     | Importované modely do USA     | Importované modely do USA     | Importované modely do USA     |
| Modelový rok                  | Celkově ročně                 | Celkově                       | Kabriolet                     | 3dveřové                      | 5dveřové                      |
| ----------------------------- | ----------------------------- | ----------------------------- | ----------------------------- | ----------------------------- | ----------------------------- |
| 1998                          | 14                            |                               |                               |                               |                               |
| 1999                          | 1 099                         | 426                           |                               | 426                           |                               |
| 2000                          | 1 621                         | 804                           | 245                           | 138                           | 421                           |
| 2001                          | 1 251                         | 1 152                         | 738                           | 129                           | 285                           |
| 2002                          | 615                           | 550                           | 322                           | 71                            | 157                           |
| Total                         | 4 600                         | 2 932                         | 1 305                         | 764                           | 863                           |

Celkem bylo vyrobeno 4600 kusů verze Viggen, zatímco v červnu 2002 skončila jeho výroba. 500 z nich bylo vyrobeno pro britský trh. Za rok 1999 bylo importovaných 426 kusů verze Viggen do USA; z nich 420 bylo v modré barvě, 2 ve stříbrné barvě, 2 ve žluté barvě Monte Carlo a 2 byly v černé barvě.

### Specifikace
| Kód motoru | Zdvihový objem | Točivý moment            | Výkon                               | Kompresní poměr | Plnicí tlak | Modelové roky          |
| ---------- | -------------- | ------------------------ | ----------------------------------- | --------------- | ----------- | ---------------------- |
| B204i:     | 1985 cm³       | 177 Nm při 4300 ot / min | 97 kW / 132 koní při 5500 ot / min  | 10.1: 1         | -           | 1999-2000              |
| B204E:     | 1985 cm³       | 219 Nm při 3600 ot / min | 115 kW / 156 koní při 5500 ot / min | 9.2: 1          | 0.4 bar     | 1999-2000              |
| B204L:     | 1985 cm³       | 263 Nm při 2100 ot / min | 138 kW / 188 koní při 5500 ot / min | 9.2: 1          | 0.73 bar    | 1999                   |
| B204R:     | 1985 cm³       | 280 Nm                   | 147 kW / 200 koní při 5500 ot / min | 9.2: 1          | 1.00 bar    | 1999                   |
| B235R:     | 2290 cm³       | 342 Nm při 1950 ot / min | 168 kW / 228 koní při 5500 ot / min | 9.25: 1         | 1.08 bar    | 1999-2002              |
| B205:      | 1985 cm³       | 240 Nm při 1800 ot / min | 110 kW / 150 koní při 5500 ot / min | 9.2: 1          | 0.40 bar    | 2000-2002 / 3          |
| B205L:     | 1985 cm³       | 280 Nm při 1800 ot / min | 138 kW / 188 koní při 5500 ot / min | 9.2: 1          | 1.00 bar    | 2000-2002 / 3          |
| B205R:     | 1985 cm³       | 280 Nm při 1800 ot / min | 153 kW / 208 koní při 5500 ot / min | 9.2: 1          | 1.00 bar    | 2000-2002 / 3          |
| 2.2TiD:    | 2171 cm³       | 260 Nm při 1800 ot / min | 85 kW / 118 koní                    | 19.5: 1         | 0.90 bar    | 1998 - Sept. 2000      |
| 2.2TiD:    | 2171 cm³       | 285 Nm při 1750 ot / min | 93 kW / 126 koní                    | 18.5: 1         | 0.90 bar    | Sept. 2000 - Aug. 2002 |

Poznámky:
- Použitá turbodmychadla: B204E, B204L&B204R: Garrett T25; B205&B205L: Garrett T17; B205R & B235R: MHI TD04-HL15T s 5 cm? výfukovým vývodem.
- Hlavním rozdílem mezi B204L a B204R je v mezichladiči a úprava řídící jednotky motoru.
- Hlavním rozdílem mezi B205L a B205R je použití turbodmychadla TD04-HL15T z GT17 a úprava řídící jednotky motoru.

### Galerie

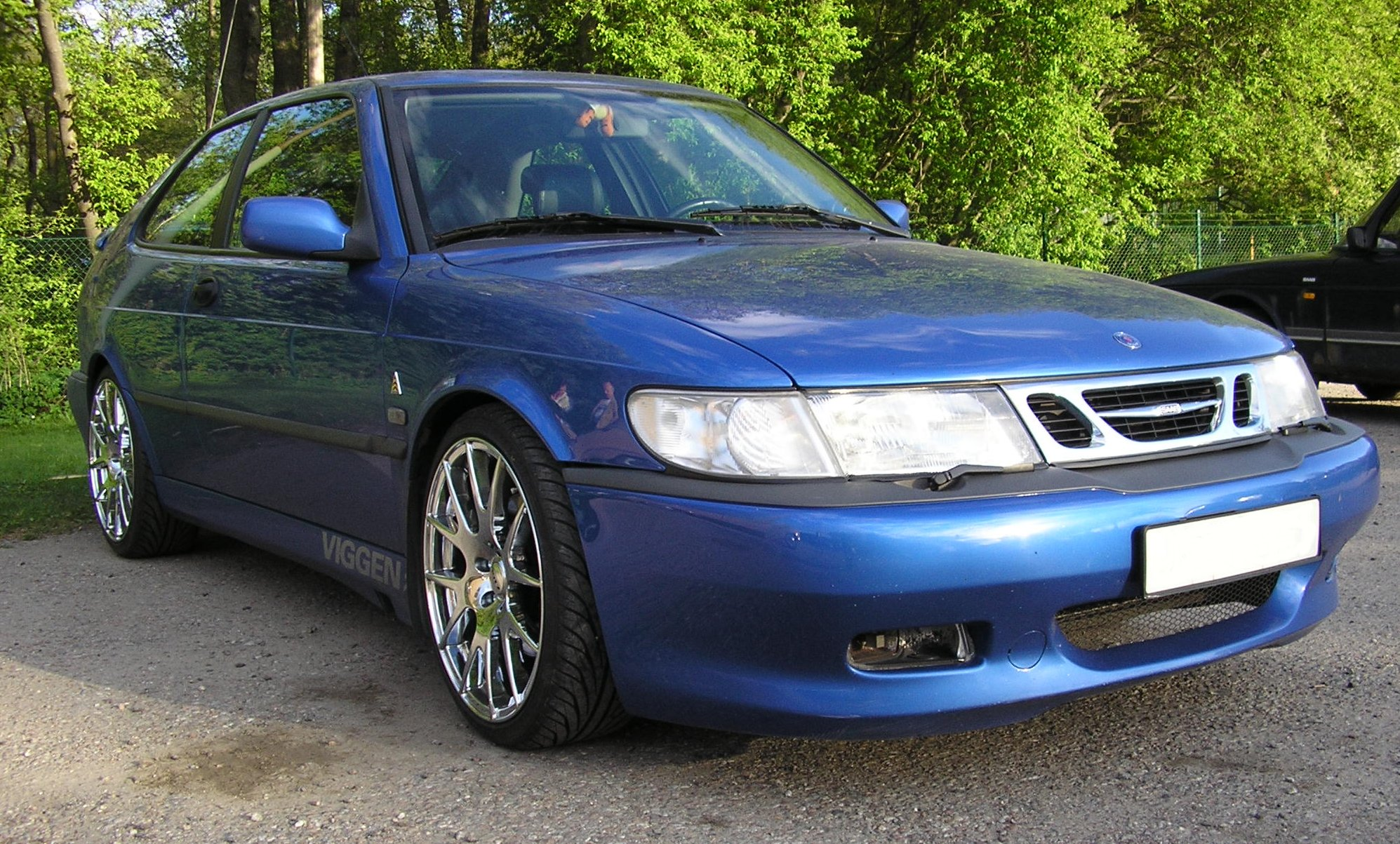
Saab 9-3 Viggen
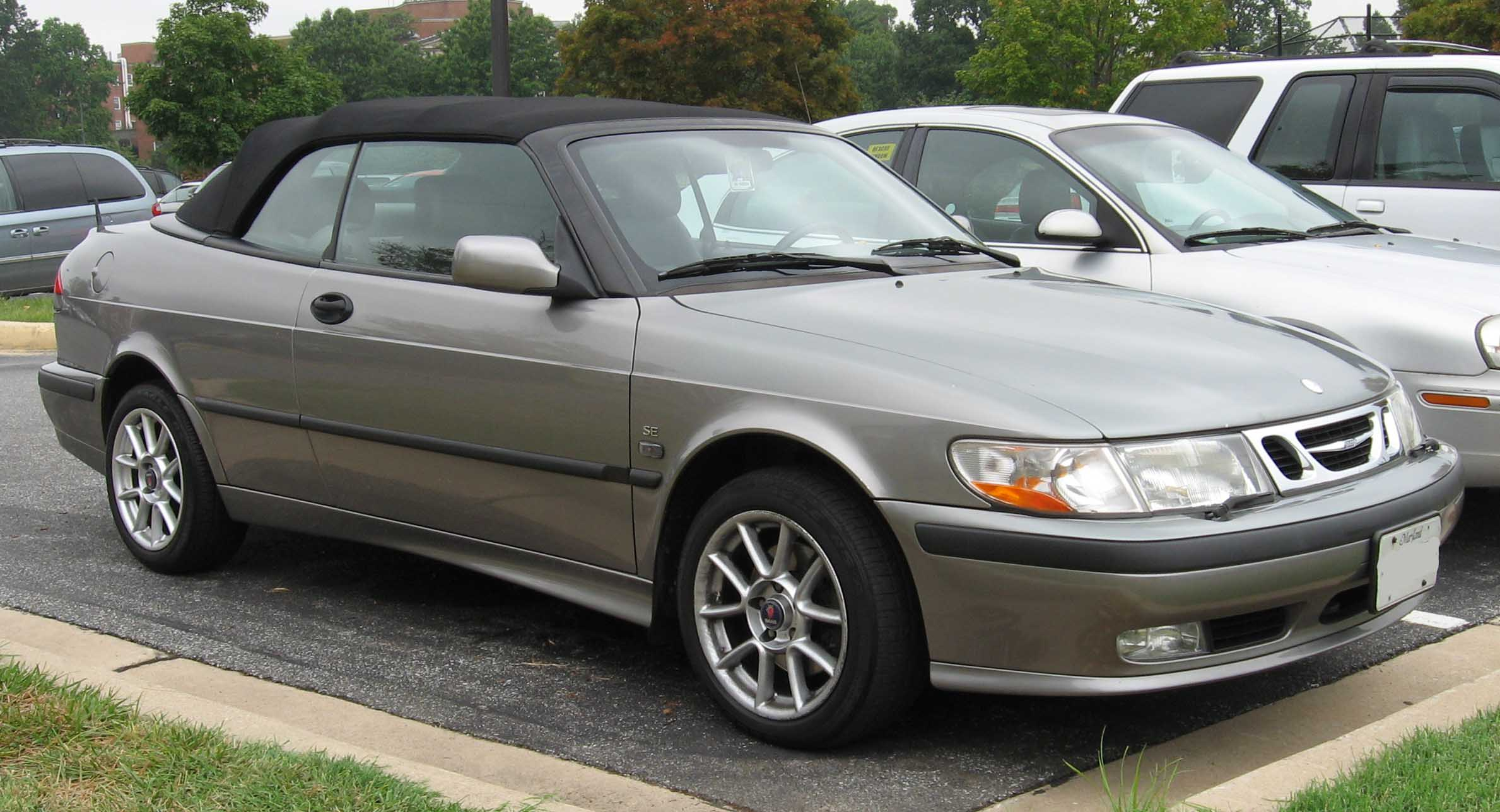
Saab 9-3 Kabriolet
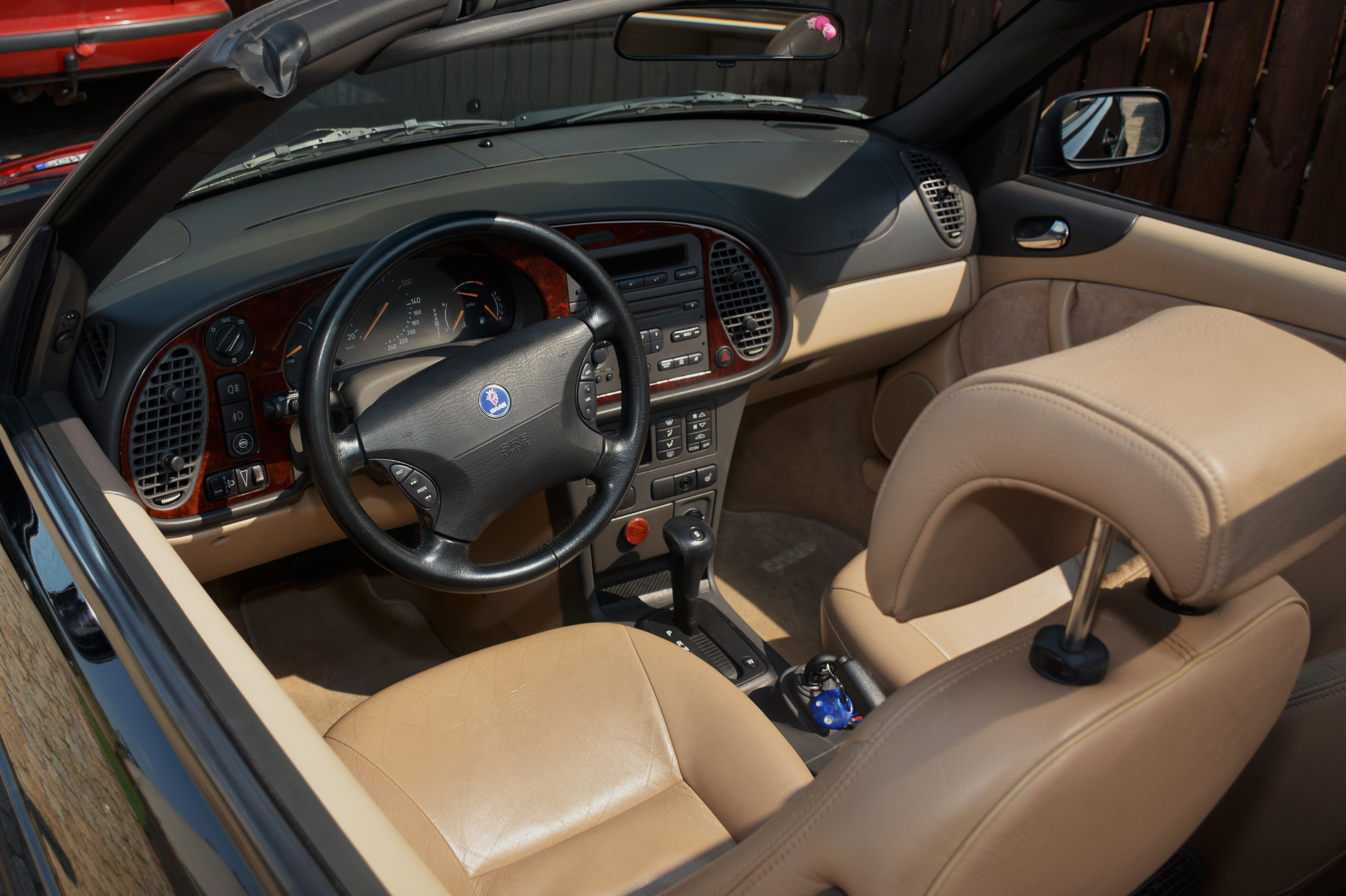
Interiér Saabu 9-3 Kabriolet
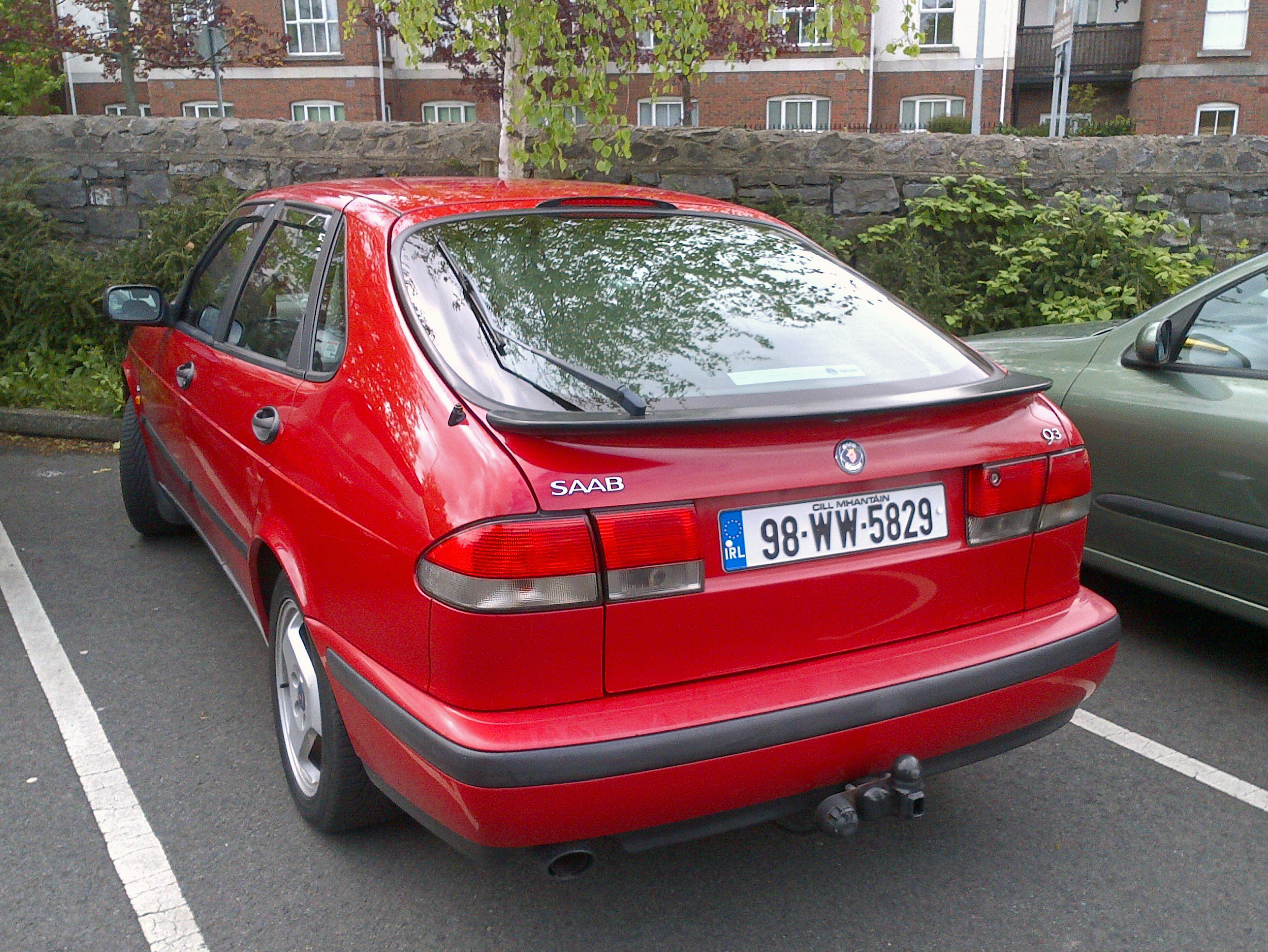
Saab 9-3 Sport 2.0 Turbo (1998)
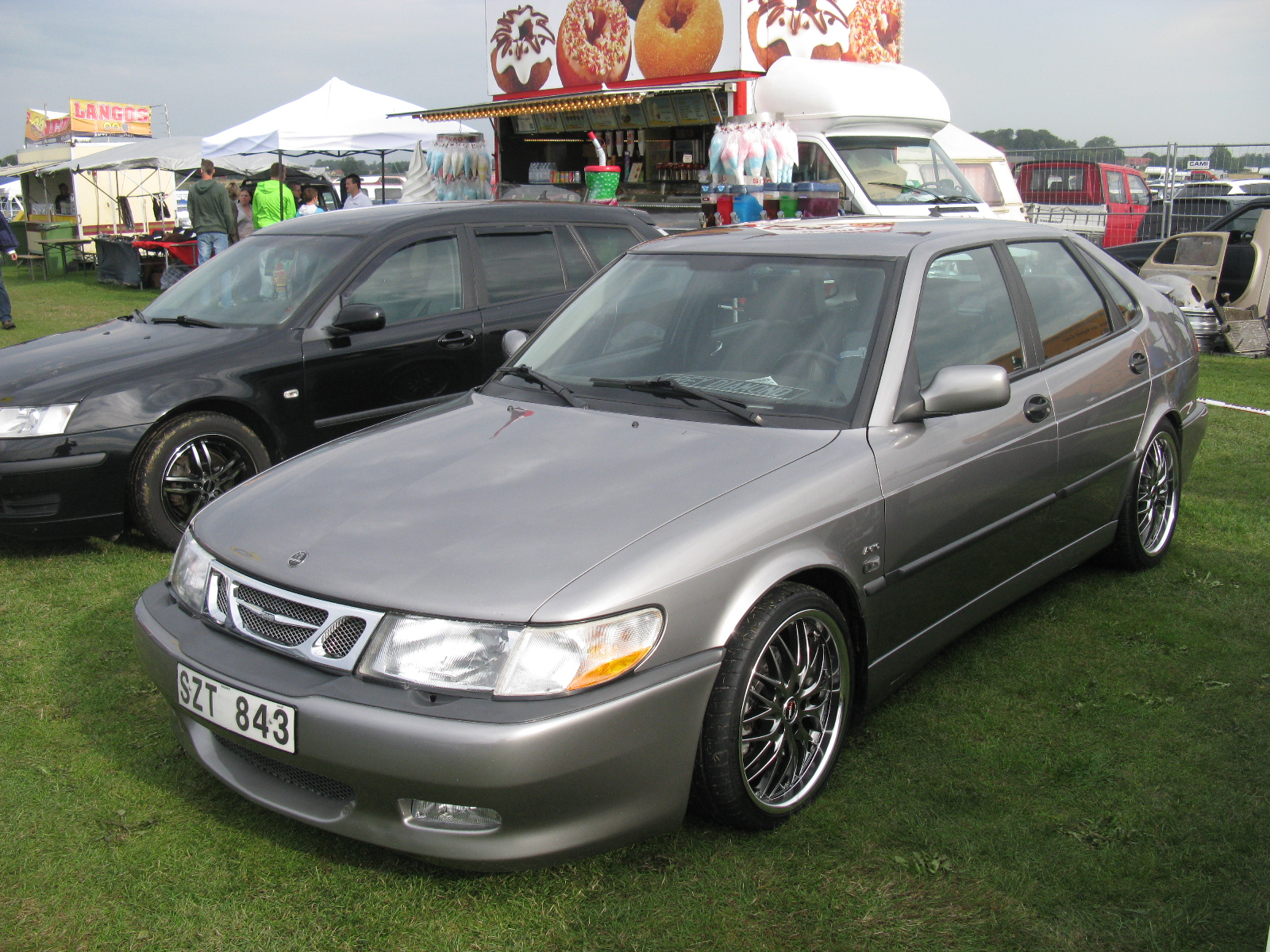
Saab 9-3 Aero

## Druhá generace (2003–2014)
Druhá generace byla uvedena v lednu 2002 na autosalonu North American International Auto Show pro modelový rok 2003. Verze kabriolet se začala vyrábět pro modelový rok 2004 a verze SportCombi pro modelový rok 2005. Druhá generace si zachovala přední náhon podobně jako všechny ostatní Saaby. Největší změnou oproti první generaci je vyloučení karosářské verze hatchback. V nabídce byly jen karosářské verze 4dveřový sedan, kombi (od modelového roku 2005, známé jako Sportwagon či SportCombi) a 2dveřový kabriolet (uvedený v roce 2004).

### Turbo X
Verze Saab 9-3 Turbo X debutoval na Frankfutrskom autosalonu 2007. Tato verze byla vyvinuta na třicáté výročí přeplňovaných motorů automobilky Saab. Všechny verze Turbo X měli karoserii v barvě metallic jet black s dotčené šedou výbavou interiéru. Turbo X je prvním automobilem automobilky Saab, který má pohon všech čtyř kol, známý jako Saab XWD od společností Haldex a eLSD. Pohání ho 2,8litrový vidlicový šestiválec, který poskytoval výkon 206 kW / 280 koní. Výkon na kola přenášela 6-rychlostní manuální nebo automatická převodovka. Turbo X měla také větší brzdy a také tvrdší pružení. Přístrojová deska, hlavice řadicí páky a výplně dveří jsou v imitaci karbonu. Měřič plnicího tlaku byl vytvořen podle toho, který používal model Saab 900.

### Motory
Poznámka: Dieselové motory nejsou dostupné v severní Americe.
| Model                                                                                     | Roky            | Typ motoru | Typ motoru | Zdvihový objem | Výkon                               | Točivý moment                                                     | Turbodmychadlo         |
| ----------------------------------------------------------------------------------------- | --------------- | ---------- | ---------- | -------------- | ----------------------------------- | ----------------------------------------------------------------- | ---------------------- |
| 1.8i                                                                                      | 2004-2009       | R4 16V     | Ecotec     | 1796 cm³       | 90 kW / 122 koní při 5800 rpm       | 167 Nm při 3800 ot / min                                          | Ne                     |
| 1.8t                                                                                      | 2003-2014       | R4 16V     | Ecotec LK9 | 1998 cm³       | 110 kW / 150 koní při 5500 ot / min | 240 Nm při 2000-3500 ot / min                                     | Nízkotlaké             |
| 2.0t                                                                                      | 2003-2014       | R4 16V     | Ecotec LK9 | 1998 cm³       | 129 kW / 175 koní při 5500 ot / min | 265 Nm při 2500-4000 ot / min                                     | Středotlaké            |
| 2.0T                                                                                      | 2003-2014       | R4 16V     | Ecotec LK9 | 1998 cm³       | 154 kW / 210 koní při 5300 ot / min | 300 Nm při 2500-4000 ot / min                                     | Vysokotlaké            |
| 2.8T V6                                                                                   | 2006            | V6 24V     | LP9        | 2792 cm³       | 184 kW / 250 koní při 5500 ot / min | 350 Nm při 1800 -4500 ot / min                                    | Vysokotlaké            |
| 2.8T V6                                                                                   | 2007-2008 (FWD) | V6 24V     | LP9        | 2792 cm³       | 188 kW / 255 koní při 5500 ot / min | 355 Nm při 1800-4500 ot / min                                     | Vysokotlaké            |
| 2.8T V6                                                                                   | 2008-2010 (XWD) | V6 24V     | LP9        | 2792 cm³       | 206 kW / 280 koní při 5500 ot / min | 400 Nm při 2150 ot / min                                          | Vysokotlaké            |
| 1.8t BioPower                                                                             | 2007-2014       | R4 16V     | Ecotec LK9 | 1998 cm³       | 129 kW / 175 koní při 5500 ot / min | 265 Nm při 2500-4000 ot / min                                     | Středotlaké            |
| 2.0t BioPower                                                                             | 2007-2014       | R4 16V     | Ecotec LK9 | 1998 cm³       | 147 kW / 200 koní při 5500 ot / min | 300 Nm při 2500-4000 ot / min                                     | Vysokotlaké            |
| 1.9 TiD                                                                                   | 2004-2014       | R4 8V      | Z19DT      | 1910 cm³       | 88 kW / 120 koní při 4000 ot / min  | 280 Nm při 2000-2750 ot / min                                     | Vysokotlaké            |
| 1.9 TiDS                                                                                  | 2004-2014       | R4 16V     | Z19DTH     | 1910 cm³       | 110 kW / 150 koní při 4000 ot / min | 320 Nm při 2000-2750 ot / min                                     | Vysokotlaké            |
| 1.9 TTiD                                                                                  | 2007-2014       | R4 16V     | Z19DTR     | 1910 cm³       | 132 kW / 180 koní při 4000 ot / min | 400 Nm při 2000-2500 ot / min* 1 370 Nm při 2000-2500 ot / min* 2 | Vysokotlaké twin turbo |
| 2.2 TiD                                                                                   | 2003-2004       | R4 16V     | D223L      | 2171 cm³       | 92 kW / 125 koní při 4000 ot / min  | 280 Nm při 1500 ot / min                                          | Vysokotlaké            |
| * 1 Pro vozidla s manuální převodovkou * 2 Pro vozidla s automatickou převodovkou Zdroje: |                 |            |            |                |                                     |                                                                   |                        |

V roce 2008 podstoupila druhá generace facelift, který podle automobilky činil více než 2000 změn oproti původnímu modelu. Rovněž Saab představil 4x4 verzi svého modelu 9-3 Aero se systémem pohonu XWD.
V roce 2009 byla na Ženevském autosalonu představena verze 9-3X, která je 4×4 verzí obyčejného Saabu 9-3 SportCombi.
V roce 2010 byla na Pařížském autosalonu představena elektrická verze Saab 9-3 ePower.

### Galerie

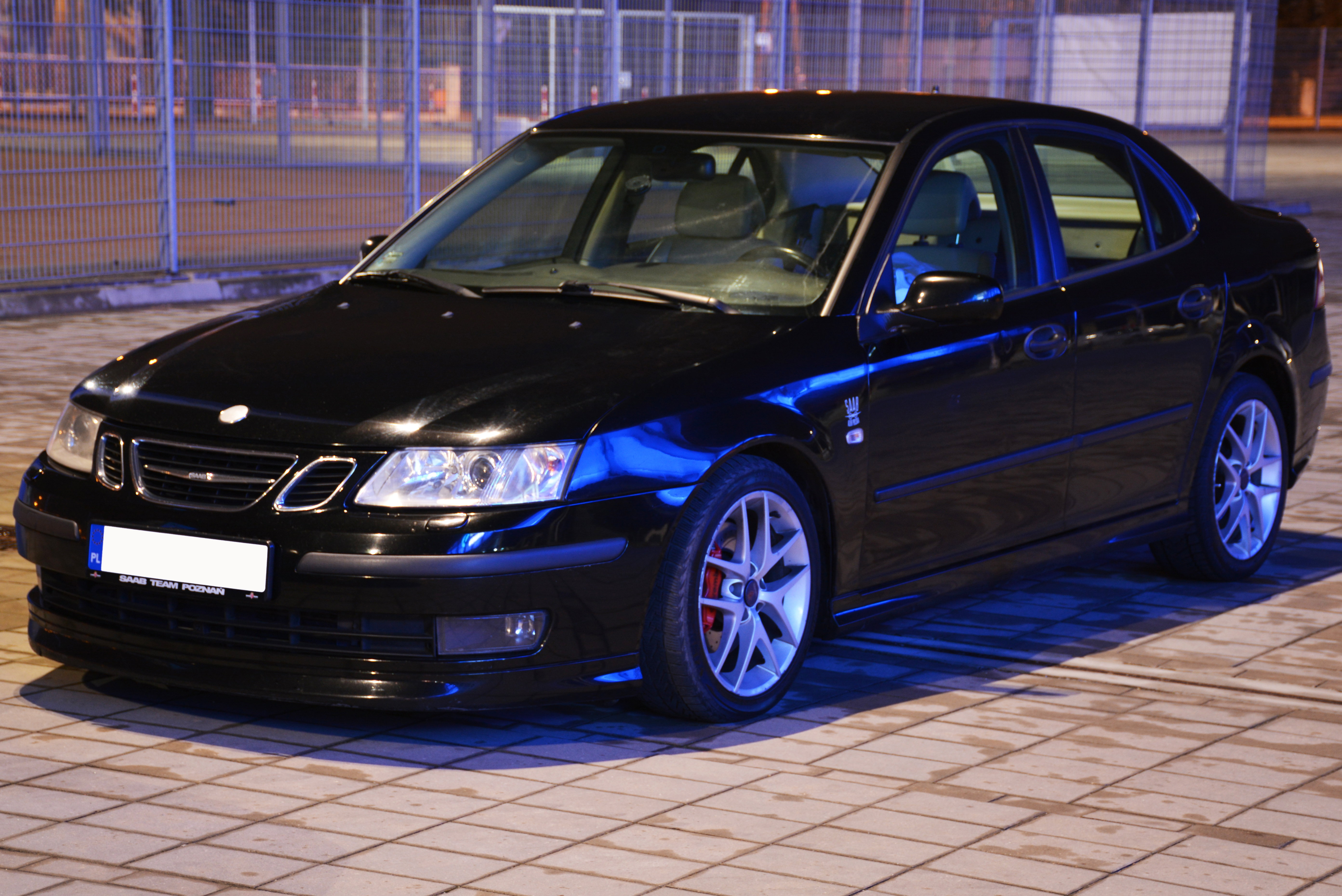
Saab 9-3 Aero
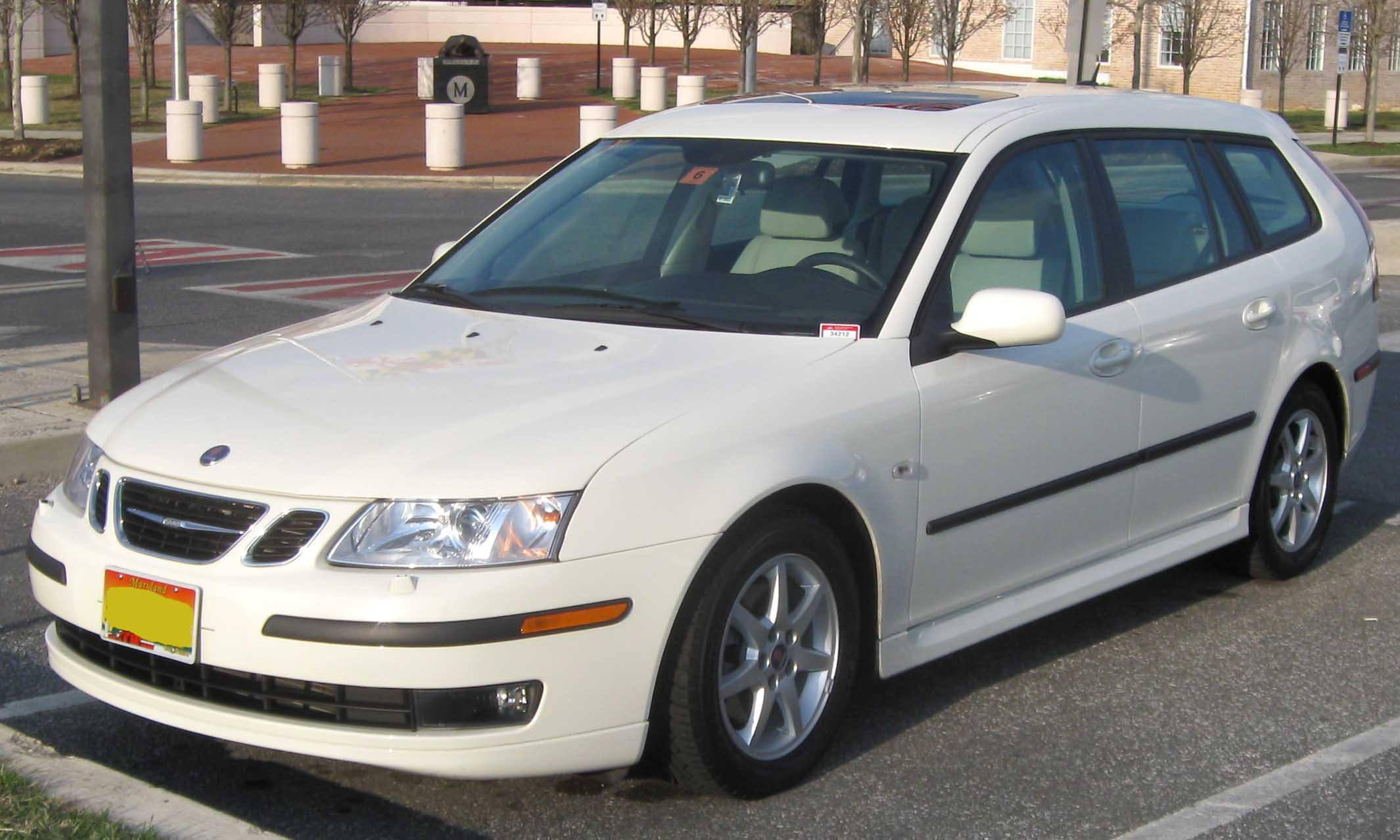
Saab 9-3 SportCombi (2006-2007)
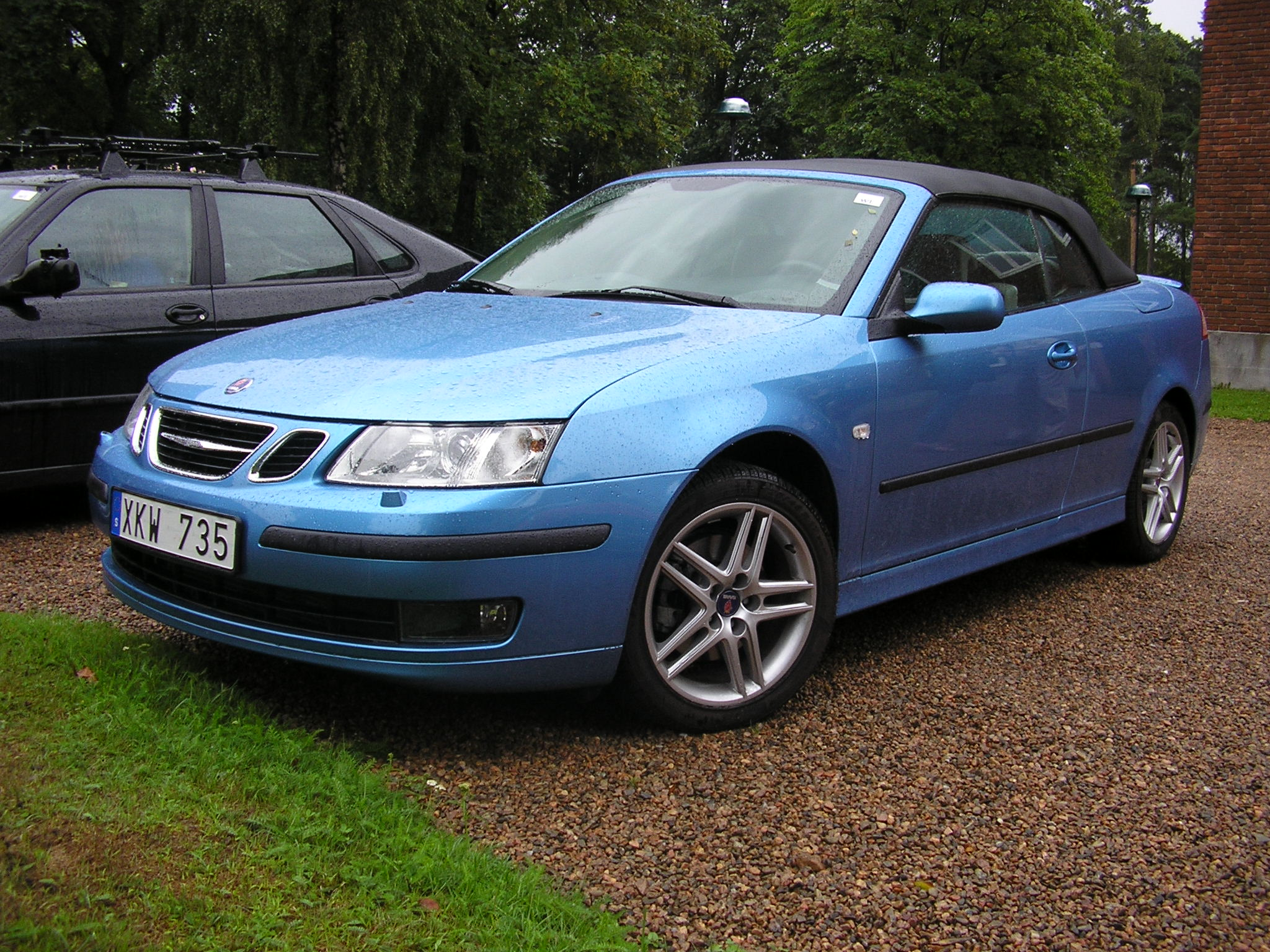
Saab 9-3 Kabriolet (2006)
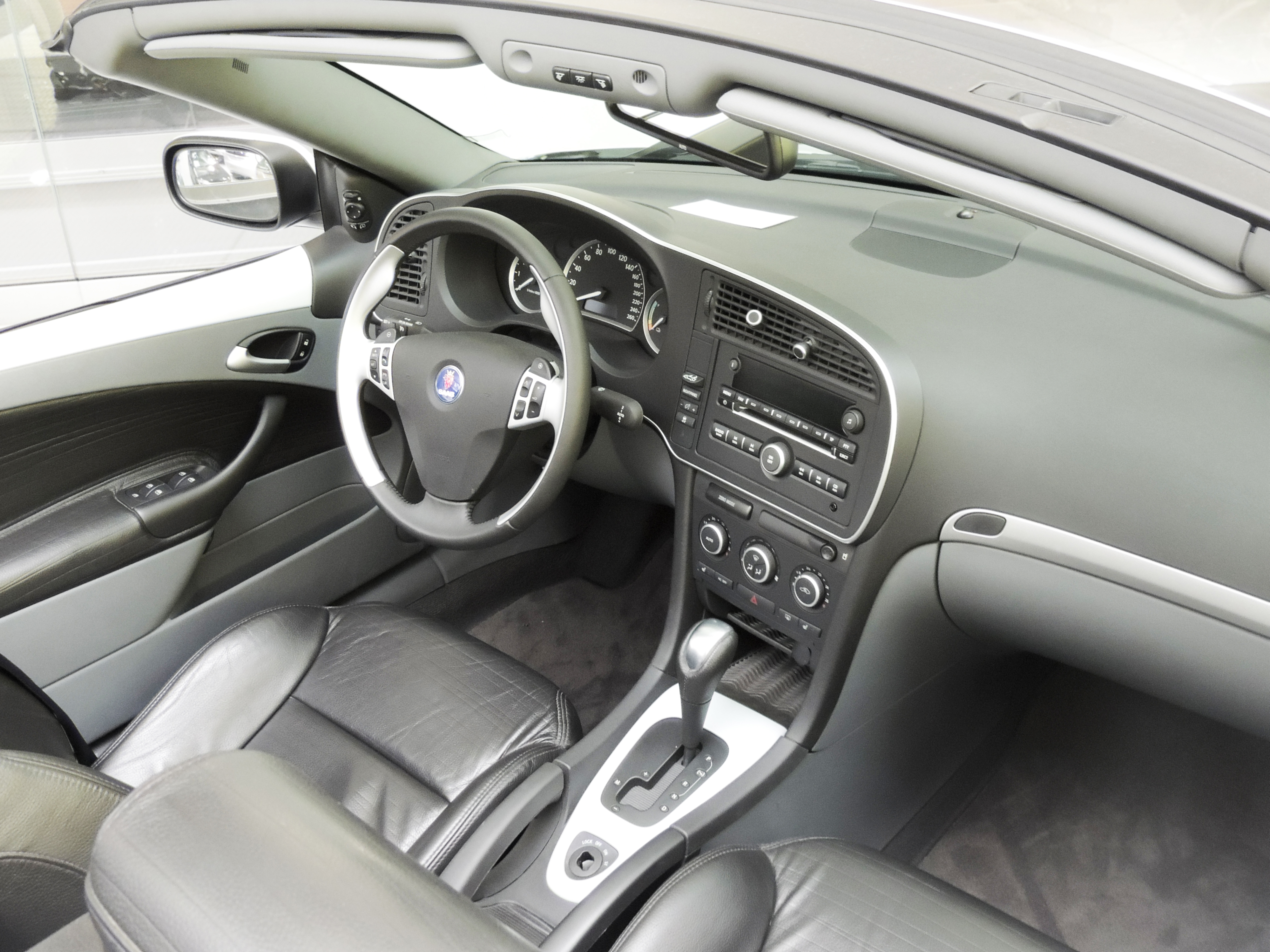
Interiér Saabu 9-3 Kabriolet
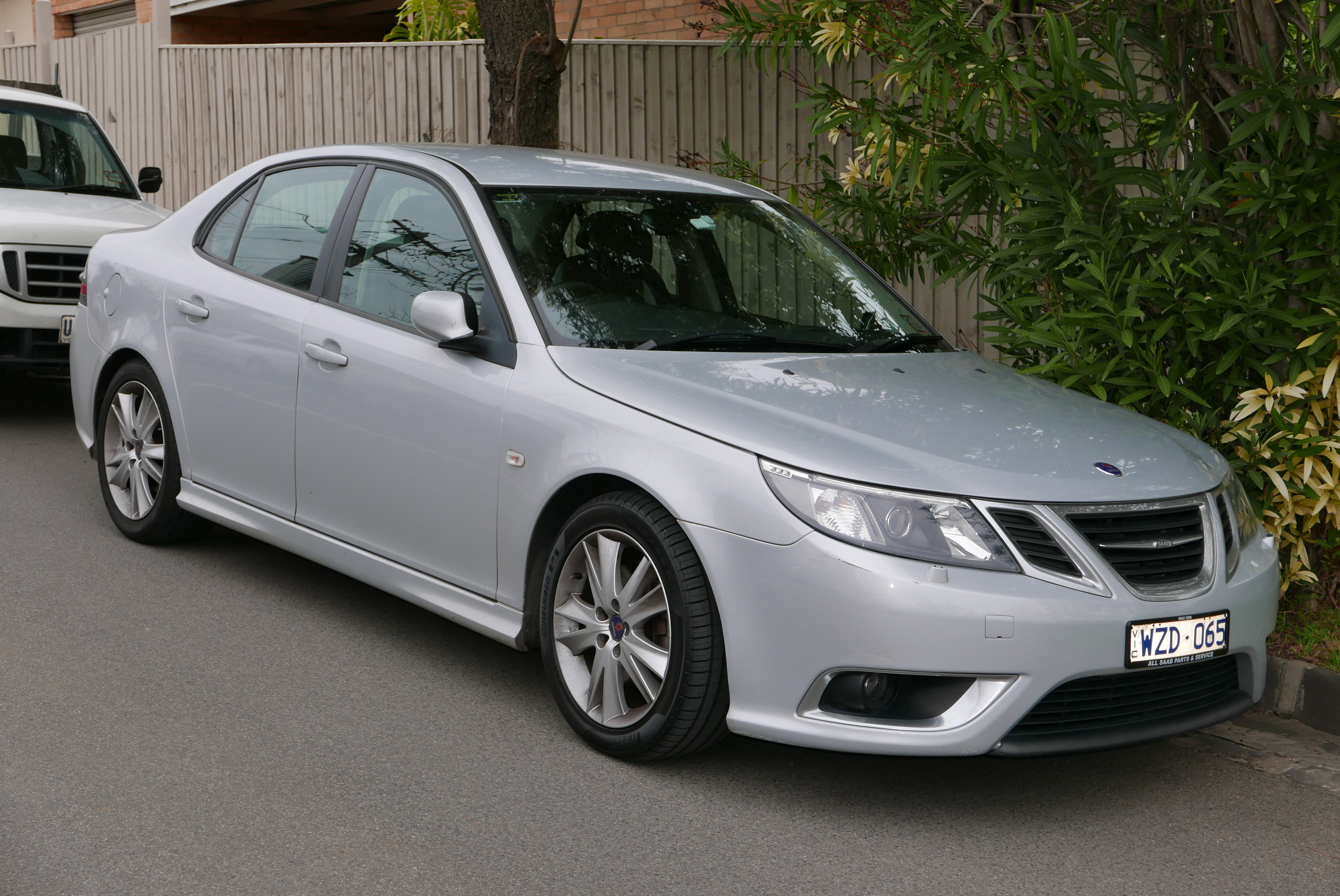
Saab 9-3 2.8 Turbo Aero (2009)
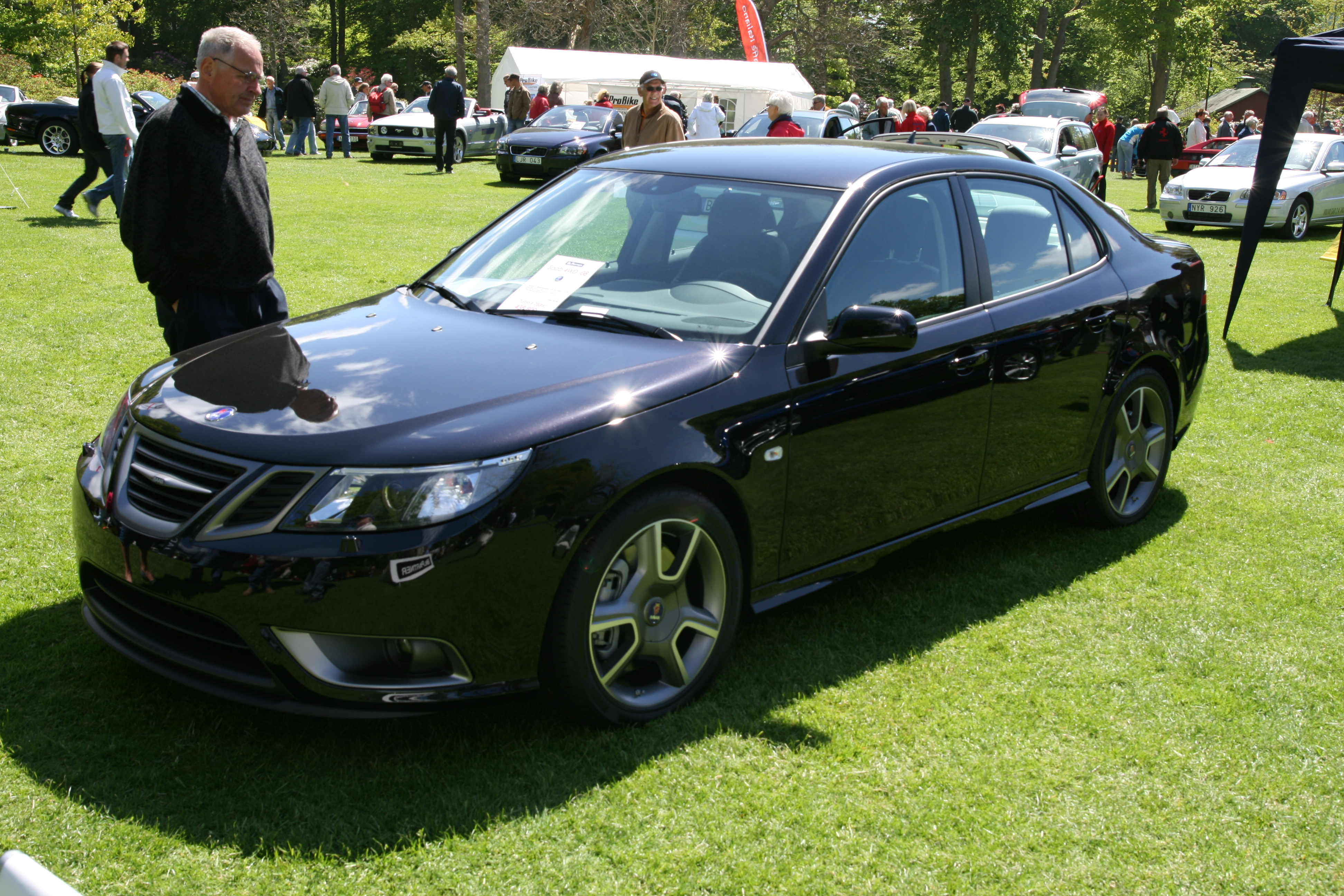
Saab 9-3 Turbo X (2008)
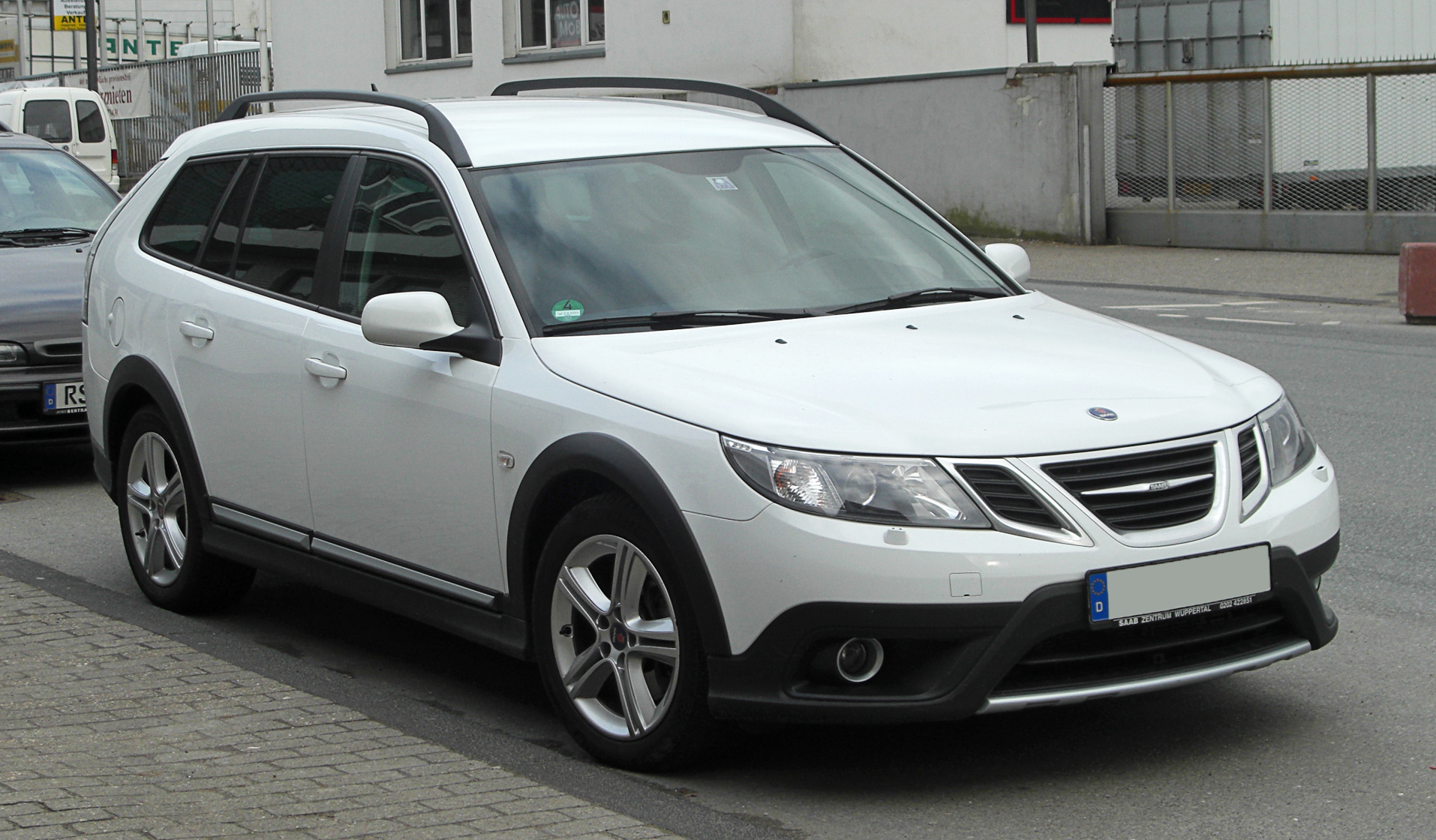
Saab 9-3X
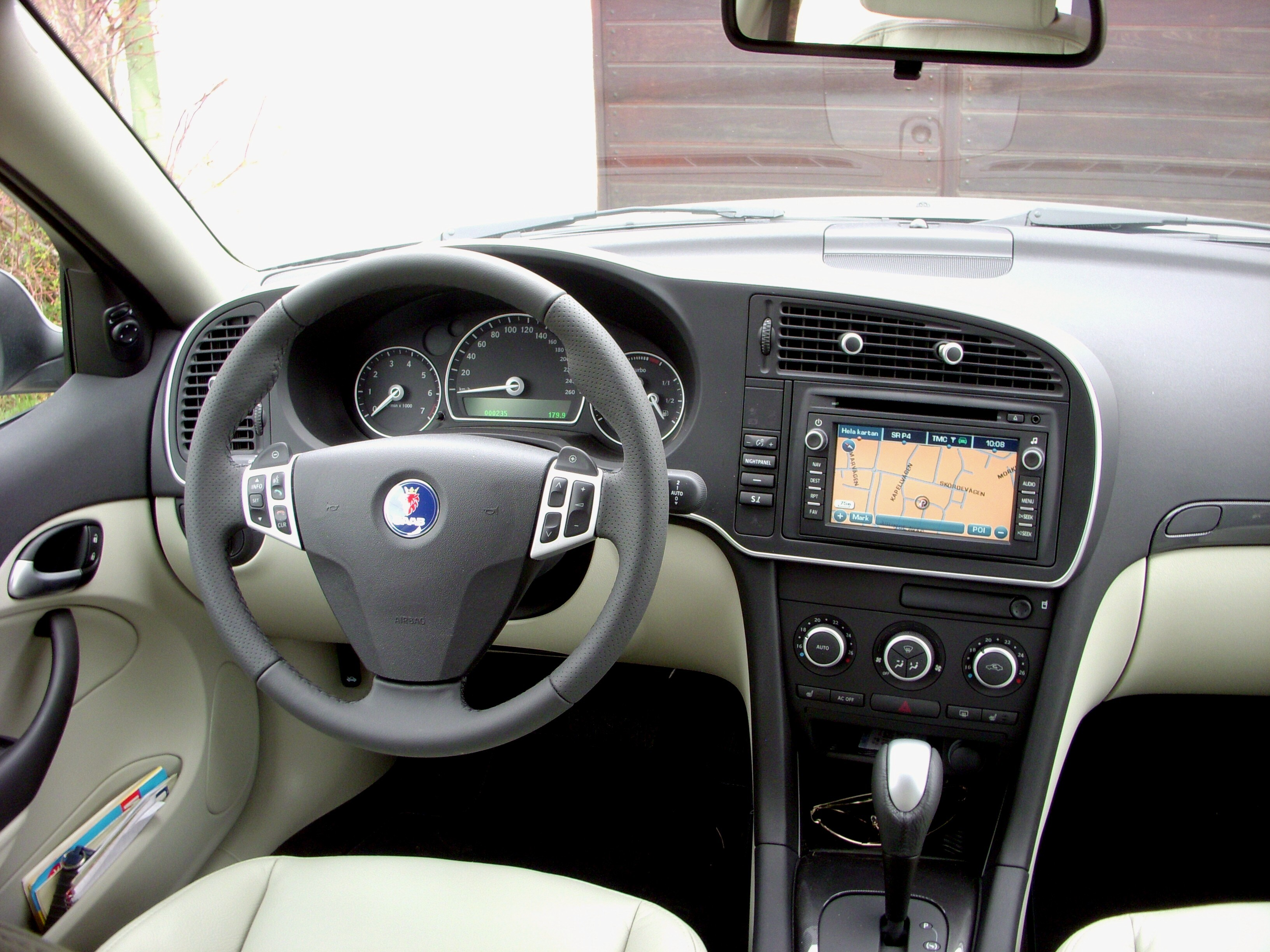
Interiér Saabu 9-3X
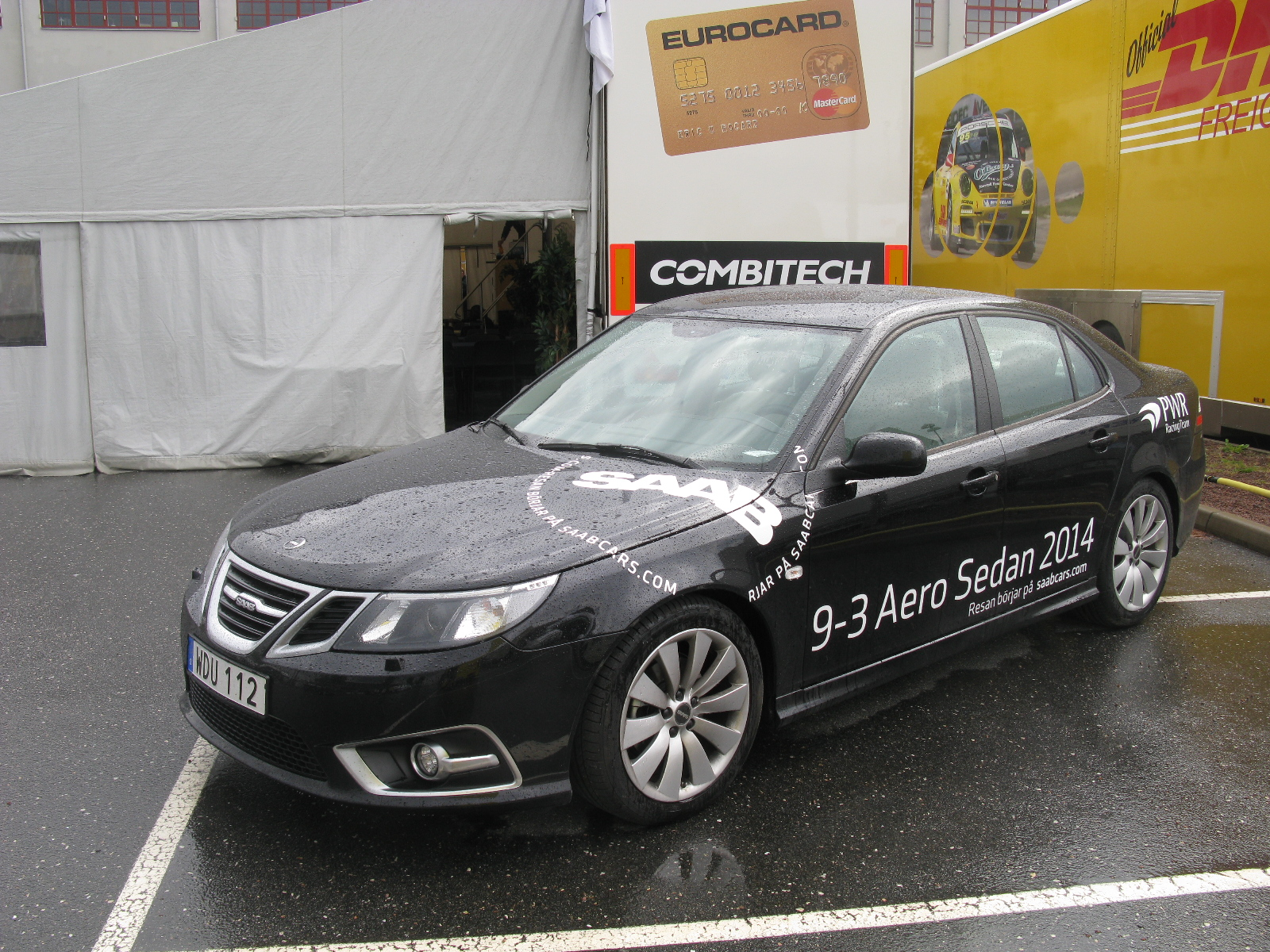
Saab 9-3 Aero Sedan (2014)
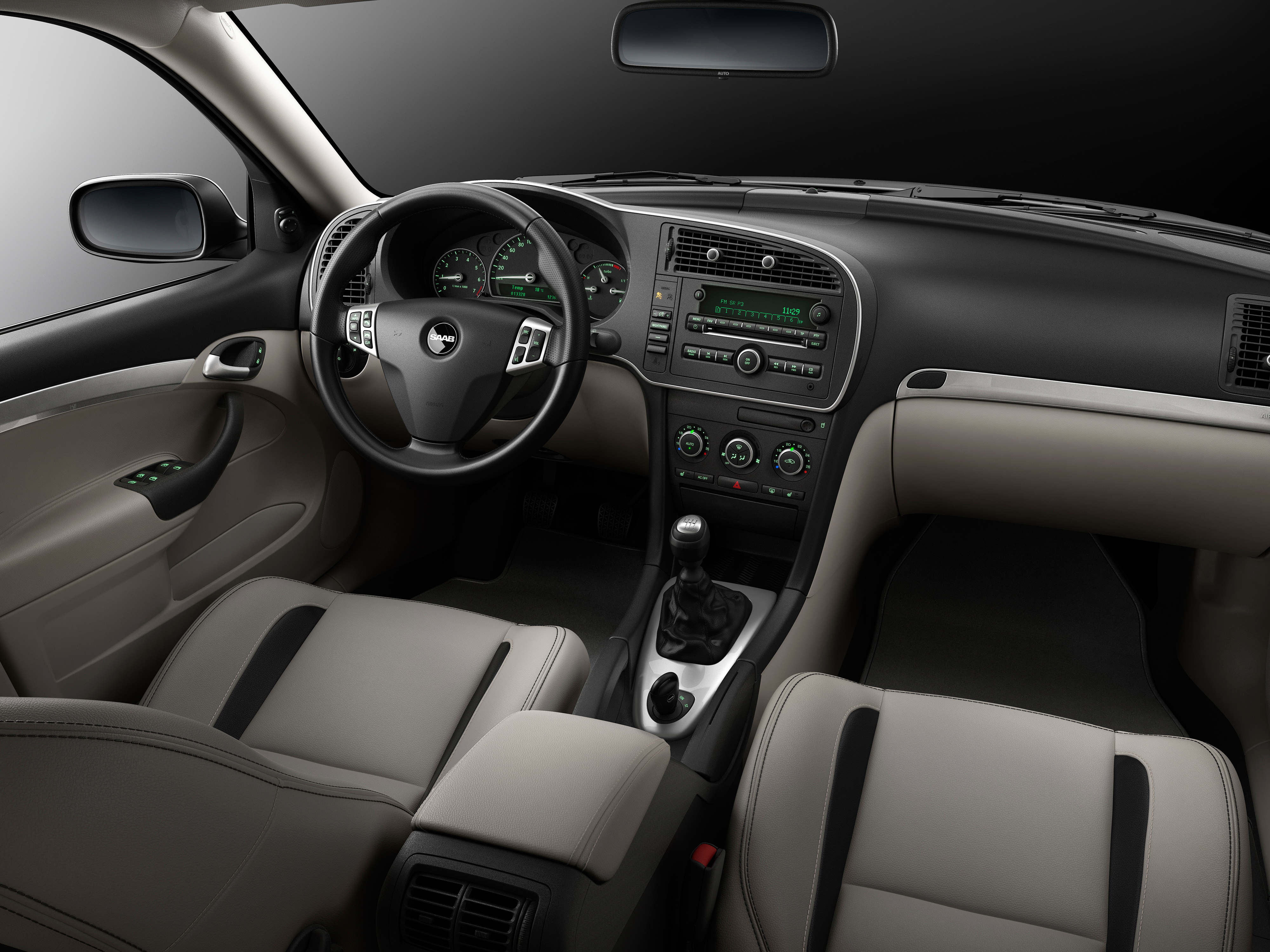
Interiér Saabu 9-3 Sedan (2014)